# Klein Dezső
Klein Dezső (Gyöngyös, 1874. február 11. – Breslau, 1932. július 29.) zsidó származású magyar hittudós, rabbi.

## Életútja
Klein Lipót és Rosenberg Berta fiaként született. 1883-tól 1889-ig volt a budapesti Rabbiképzö növendéke. 1897-ben avatták bölcsészdoktorrá Budapesten, 1899-ben pedig rabbivá. Tíz évig Siklóson működött, 1909-ben a nyitrai hitközség választotta meg rabbijának. 1926-tól eperjesi főrabbi volt 1932-ben, 58 éves korában bekövetkezett haláláig.

## Műve
- Obádja, Nachum próféták arab fordítása (Budapest, 1897).

Munkatársa volt A zsidók egyetemes története című műnek.